# Tukugobius philippinus
Tukugobius philippinus är en fiskart som beskrevs av Herre 1927. Tukugobius philippinus ingår i släktet Tukugobius och familjen smörbultsfiskar. Inga underarter finns listade i Catalogue of Life.